# Metsubushi
Metsubushi (目潰し, gantsubushi, eye closers) est le nom d'une variété d'outils et de techniques utilisés par la police samouraï et d'autres personnes pour temporairement ou en permanence rendre aveugle ou désorienter un adversaire dans le Japon féodal.

## Description
Un type de metsubushi a été utilisé par la police pour souffler du poivre en poudre ou de la poussière dans les yeux d'un suspect. Il est décrit comme une laque ou une boîte en laiton avec un embout buccal large pour souffler, et un trou ou un tuyau à l'autre extrémité pour diriger la poudre dans les yeux de la personne capturée. Un autre type de metsubushi était une poudre composée de cendres, de poivre broyé, de boue, de farine et de saletés. Pour des dégâts graves, il pouvait également inclure du verre finement moulu. Il a été conservé dans des œufs creusés (happō), des tubes en bambou ou d'autres petits récipients.